# Hipparchia cotys
Hipparchia cotys är en fjärilsart som beskrevs av Jachontov 1935. Hipparchia cotys ingår i släktet Hipparchia och familjen praktfjärilar. Inga underarter finns listade i Catalogue of Life.